# Ferdinand Barbedienne

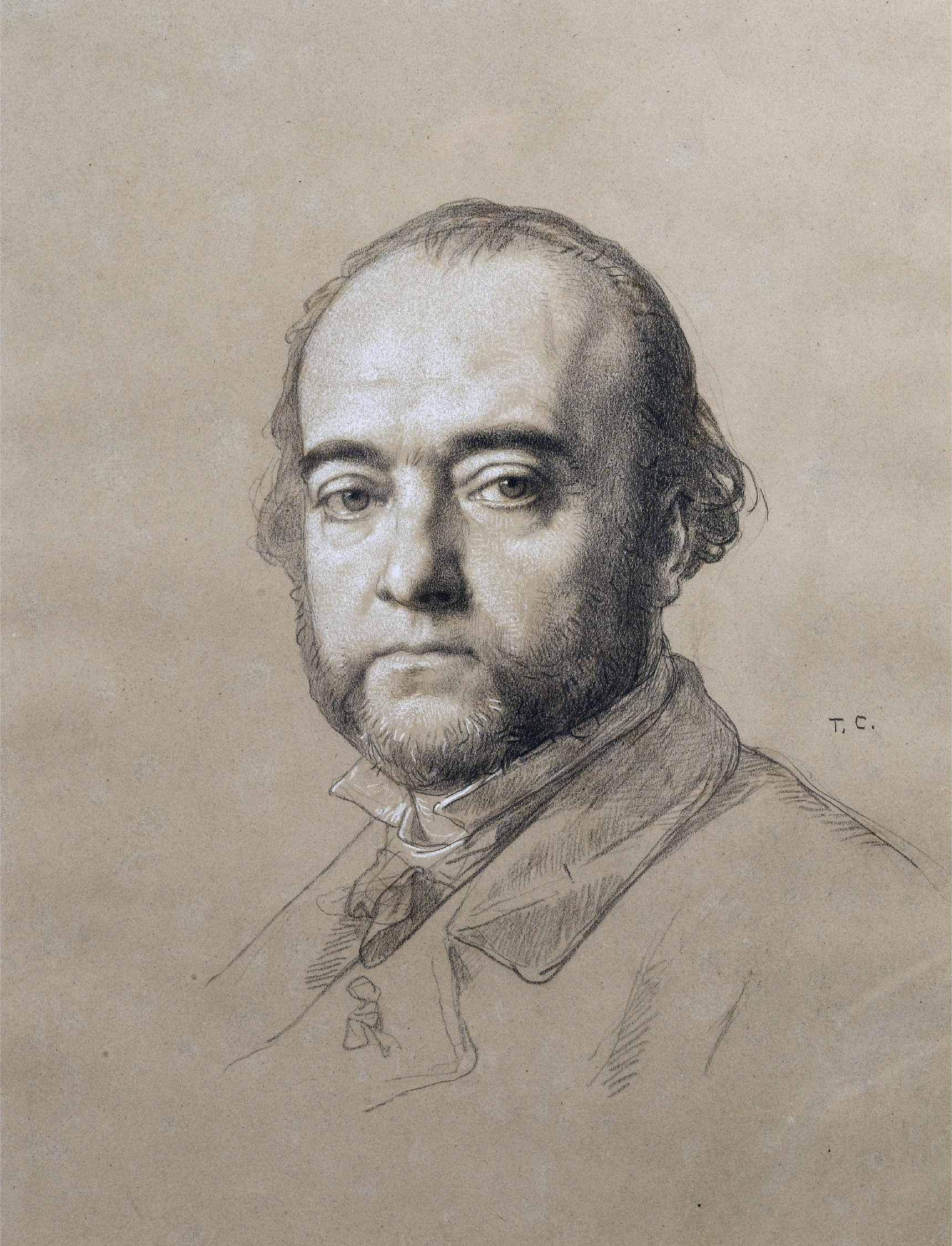
Portret door Thomas Couture

Ferdinand Barbedienne (Saint-Martin-du-Fresnay, 1810 - 1892) was een Frans ondernemer, oprichter van een industriële bronsgieterij.
Barbedienne was afkomstig uit de Calvados maar trok op jonge leeftijd naar Parijs om er een vak te leren. In 1834 ontmoette hij er Achille Collas die een procedé had ontwikkeld om een beeldhouwwerk of een bas-reliëf verhoudingsgewijs te verkleinen en te reproduceren. Samen richtten ze een bedrijf op om dit gepatenteerde procedé te exploiteren en dat wereldfaam verwierf in de loop van de 19e eeuw. Het bedrijf droeg onder andere bij tot de verspreiding en bekendmaking van de werken van Antoine-Louis Barye en Auguste Rodin.